# Майлен (Мічиган)
Майлен (англ. Milan) — місто (англ. city) в США, в округах Монро і Воштено штату Мічиган. Населення — 6079 осіб (2020).

## Географія
Майлен розташований за координатами 42°4′51″ пн. ш. 83°40′56″ зх. д. / 42.08083° пн. ш. 83.68222° зх. д. (42.080803, -83.682335).  За даними Бюро перепису населення США в 2010 році місто мало площу 8,80 км², з яких 8,59 км² — суходіл та 0,21 км² — водойми.

## Демографія
Згідно з переписом 2010 року, у місті мешкало 5836 осіб у 2308 домогосподарствах у складі 1532 родин. Густота населення становила 663 особи/км².  Було 2487 помешкань (282/км²).
Расовий склад населення:
| - 92,3 % — білих - 2,8 % — чорних або афроамериканців - 0,9 % — азіатів - 0,5 % — корінних американців - 1,0 % — осіб інших рас |

До двох чи більше рас належало 2,6 %. Частка іспаномовних становила 4,6 % від усіх жителів.
За віковим діапазоном населення розподілялося таким чином: 28,0 % — особи молодші 18 років, 62,3 % — особи у віці 18—64 років, 9,7 % — особи у віці 65 років та старші. Медіана віку мешканця становила 34,4 року. На 100 осіб жіночої статі у місті припадало 93,1 чоловіків;  на 100 жінок у віці від 18 років та старших — 88,1 чоловіків також старших 18 років.
Середній дохід на одне домашнє господарство  становив 72 085 доларів США (медіана — 65 726), а середній дохід на одну сім'ю — 79 048 доларів (медіана — 69 442). Медіана доходів становила 51 860 доларів для чоловіків та 48 598 доларів для жінок. За межею бідності перебувало 6,3 % осіб, у тому числі 7,6 % дітей у віці до 18 років та 6,1 % осіб у віці 65 років та старших.
Цивільне працевлаштоване населення становило 2965 осіб. Основні галузі зайнятості: освіта, охорона здоров'я та соціальна допомога — 27,9 %, виробництво — 16,0 %, мистецтво, розваги та відпочинок — 12,1 %, роздрібна торгівля — 10,9 %.